# Систематика рослин
Систематика рослин — один з розділів систематики, що вивчає різноманітність рослин. Головними завданнями систематики рослин є ідентифікація та класифікація представників рослинного світу. Основними рівнями класифікації є: вид, родина, рід, порядок, клас, відділ, царство.

## Історія систематики

### Перші системи
Історія систематики рослин в цілому пов'язана з розвитком ботаніки. У числі перших, хто застосував класифікацію до об'єктів природи, був Теофраст, який поділяв рослини на такі групи: дерева, чагарники, напівчагарники («фріганон»), та трави. Подальші дослідження продовжувались у епоху Відродження, коли Альбертом Великим було помічено різницю між однодольними та дводольними рослинами. Саме тоді (1583 року) була опублікована перша класифікація рослин, створена італійцем Чезальпіно, який прийняв класифікацію Теофраста та доповнив на основі ознак будови «органів відтворення» — насіння та плодів, також дослідник виділив «безнасінні» рослини: гриби, водорості, мохи та папороті. Дещо пізніше з'явились основні таксономічні категорії. 1689 року Маньоль, французький ботанік, ввів поняття родини, 1693 року британський дослідник Дж. Рей ввів поняття виду, а 1700 року Турнефор ввів поняття роду. Отримала підтримку, завдяки своїй простоті, система Турнефора, що була заснована на будові квітки. Система Рея була природнішою, але і складнішою. Він застосував поділ на дводольні (Dicotyledones) та однодольні (Monocotyledones), класи були виділені за типом плоду, а класи — за ознаками будови листка та квітки.

### Система Ліннея
Найбільшого визнання набула штучна система, яку запропонував Карл Лінней, що її опубліковано 1735 року у першому виданні «Genera Plantarum» (Види рослин). За основу класифікації Лінней взяв кількість тичинок, їх будову та розподіл одностатевих квіток, розподіливши усі рослини на 24 класи (23 — насінневі рослини, 24 — Cryptogamia, куди потрапили гриби, водорості, мохи та папороті). Разом з тим система була настільки штучною, внаслідок чого, наприклад, роди, що належали до злаків та мали бути безперечно в одній родині, потрапляли до різних класів (категорії родини Лінней не визнавав). Попри це, вона була зручною для практичного використання. До нововведень належало і використання бінарної номенклатури, та власне поняття систематики було запроваджено саме Ліннеєм.
Саме завдяки бінарній номенклатурі згідно з Міжнародним кодексом номенклатури водоростей, грибів та рослин дійсні (валідні) назви родів та більшості видів мають свій початок саме із системи Ліннея.

### Системи XIX— ХХ століть
У 1764 році у роботі «Familles des plantes»(фр.) М. Адансона представлена нова система, у основу якої покладено максимальну кількість різних ознак. Також важливе значення мала система 1789 року, розроблена ботаніком А. Л. Жюсьє, який розділив рослини на 15 класів, у межах яких розрізняв 100 «природних порядків» (ordines naturales), для яких було приведено назву та опис. (Gramineae, Campanulaceae, Rosaceae, Papaveraceae та ін.). Гриби, водорості, мохи та папороті ним було віднесено до безсім'ядольних рослин (Acotyledones). Насінні рослини було розділено на Monocotyledones (однодольні) и Dicotyledones (дводольні), до яких було додано хвойні рослини.
У XIX столітті розповсюдження набула система О. П. Декандоля, що була розроблена 1819 року. Він розподілив рослинний світ на два відділи: судинні та клітинні (несудинні) рослини. Після Декандоля більшість ботаніків намагались модернізувати його систему. Британський ботанік Р. Браун 1825 року встановив відмінності між голонасінними та покритонасінними рослинами. Саме тоді опубліковано роботу М. О. Максимовича «О системах растительного царства»(рос.), у якій викладено теоретичні принципи систематики. Широкого розповсюдження також набула система С. Ендліхера (1836–1840 роки), який розподілив усі рослини на 2 царства: Thallophyta (рослини, що мають слань: водорості, лишайники та гриби) и Cormophyta («пагонові», або вищі рослини). У системі ботаніка А. Броньяра 1843 року рослини поділялись на криптогамні (тайношлюбні) та фанерогамні (однодольні та дводольні).
У системі британських ботаніків Дж. Бентама та Дж. Хукера 1883 року було представлено модифікований варіант системи Декандоля.
Рослини у таких системах об'єднувались на основі спорідненості, під якою розуміли подібність вигляду, а не спорідненість у еволюційному аспекті.

### Сучасні системи
Розвиток сучасних еволюційних систем розпочався після виходу 1859 року роботи «Походження видів» Чарльза Дарвіна. Однією із систем, що враховувала еволюційний розвиток, була робота німецького дослідника О. Брауна 1864 року, система базувалась на будові та еволюції квітки. 1875 року ще один німецький дослідник А. Ейхлер, запропонував свою систему рослинного світу, у якій, на відміну від А. Брауна, вважав роздільнопелюсткові квіткові рослини примітивнішими, ніж зрослопелюсткові. Подальшим етапом розвитку цієї системи стала система А. Енглера. У своїй праці, яка називалась «Природна система родин рослин» («Die Natürlichen Pflanzenfamilien»(нім.)), що видана у 1887–1909 роках, він за основу взяв принципи системи Ейхлера, розробивши її до родів та секцій. Енглер також висунув гіпотезу про походження покритонасінних рослин. Систему Енглера у науковому світі продовжували використовувати до початку XXI століття.
Система Енглера була поліпшена австрійським ботаніком Р. Веттштейном. Обидва дослідники (А. Енглер та Р. Веттштейн) також проробили систему водоростей, пізніше змінену А. Пашером. Роботи Енглера започаткували перебудову системи квіткових рослин, які тривають і сьогодні.
Рослини історично поділяють на вищі та нижчі. Відповідно розвиток систем також відбувався умовно двома напрямами.
У систематиці вищих рослин можна виділити такі основні системи (за прізвищами дослідників чи групи дослідників):
- Система Бессі
- Система Кронквіста
- Система Тахтаджяна
- Система Мельхіора
- Система APG
- Система APG-ІІ
- Система APG-ІІІ
- Система APG IV

Вид — є базовою структурною одиницею класифікації. Науку про вид називають ейдологією.
Усі таксони мають міжнародні (латинські) та національні назви.
Наукові назви видів завжди складаються з двох слів (біноміальна номенклатура), а інших таксонів — з одного. Наприклад, тополя біла (Populus alba) і тополя чорна (Populus nigra) — назві двох видів з одного роду — тополя (Populus). В разі, коли рід має двочленну назву, доповнену видовим епітетом, назва виду виходить тричленною (пахуча трава звичайна, Anthoxanthum odoratum).